# Drypetes mucronata
Drypetes mucronata là một loài thực vật có hoa trong họ Putranjivaceae. Loài này được C.Wright ex Griseb. mô tả khoa học đầu tiên năm 1865.